# شياطين الليل (فلم)
شياطين الليل هو فيلم مصري عرض عام 1966، بطولة فريد شوقي وهند رستم، ومن إخراج نيازي مصطفى.

## قصة الفيلم
ترجع أحداث الفيلم لعام 1919 خلال فترة الاحتلال البريطاني لمصر، حيث يتولى «عطوة» مسؤولية أخيه الصغير صلاح كي يتم تعليمه، وهو عامل صغير في أحد المصانع، ويتمتع بقوة جسمانية ملحوظة، يقرر أن يعمل قوادًا في شارع عماد الدين لحماية بنات الليل، يتعرف على «روحية» إحدى بنات الليل، والتي فقدت أسرتها على أيدى قوات الاحتلال البريطاني، تعجب روحية به وبقوته. يتعرف «عطوه» على إحدى الأميرات، ويصبح من رجالها، ويعمل جاسوسًا لحسابها، لنقل أخبار الفدائيين، وتعرف «روحيه» بخيانته فتهجره، يموت صلاح الشقيق الأصغر لعطوه على أيدى رصاص الإنجليز. ويعرف «عطوه» أن أخاه كان من الفدائيين، فيصاب بندم شديد، ويقرر الانضمام إلى صفوف الفدائيين، تساعده في ذلك روحيه، يهاجم أوكار البريطانيين، ورجالهم خاصة الذين يأتون إلى شارع عماد الدين، يصبح عطوه نموذجًا للبطل الشعبي، ويتزوج من روحيه، والتي تكمل رسالته عقب القبض عليه.

## طاقم التمثيل
- فريد شوقي: (عطوة)
- هند رستم: (روحية)
- أمينة رزق: (والدة عطوة وصلاح)
- صلاح السعدني: (صلاح)
- شفيق نور الدين: (الأسطى جاد)
- ليلى شعير: (الأميرة)
- حسن حامد: (سيد المغربي - فتوة)
- سعيد خليل: (مناضل)
- منير التوني
- محمد شوقي: (فتوة)
- سامي سرحان: (مساعد المغربي)
- علية فوزي: (عالمة)
- شوشو عز الدين: (راقصة)
- عبد الغني النجدي: (بائع)
- علي جوهر: (إنجرام - القائد الإنجليزي)
- فتحية عبد الغني
- كامل أنور: (أبو دراع السريح)
- محمد إدريس: (من رواد البار)
- محمود مكين
- فوزية إبراهيم: (عالمة)
- طارق مكين
- علي لوز
- إبراهيم حشمت: (لطيف بك)
- أنور الخوام: (صبي عالمة)
- عفاف سامي
- علي مصطفى
- سميحة محمد: (عالمة)
- مصطفى الشريف
- محمود رشاد: (تابع للأميرة)
- سمير ولي الدين: (فتوة)
- كمال سرحان: (فتوة)
- أحمد مرسي: (سجين)

## فريق العمل
- إخراج: نيازي مصطفى
- قصة وسيناريو وحوار: كمال إسماعيل
- شارك في السيناريو: نيازي مصطفى
- مدير التصوير: وديد سري
- مونتاج: حسين أحمد
- موسيقى تصويرية: فؤاد الظاهري
- إنتاج: شركة القاهرة للسينما (جمال الليثي)
- توزيع: دولار فيلم

## الأغاني
- تأليف: فتحي قورة
- ألحان: سيد مكاوي، نجيب السلحدار
- غناء: محمد رشدي، إلهام بديع، عفاف بدر